# کاتنوود (آلاباما)
کاتنوود (به انگلیسی: Cottonwood) شهری در شهرستان هوستون ایالت آلاباما است که مساحت آن ۱۵٫۰۲ کیلومتر مربع است و در سرشماری سال ۲۰۱۰ میلادی، ۱٬۲۸۹ نفر جمعیت داشته و تراکم جمعیتی آن، ۸۵٫۸۲ نفر در هر کیلومتر مربع بوده است.